# 菜薊

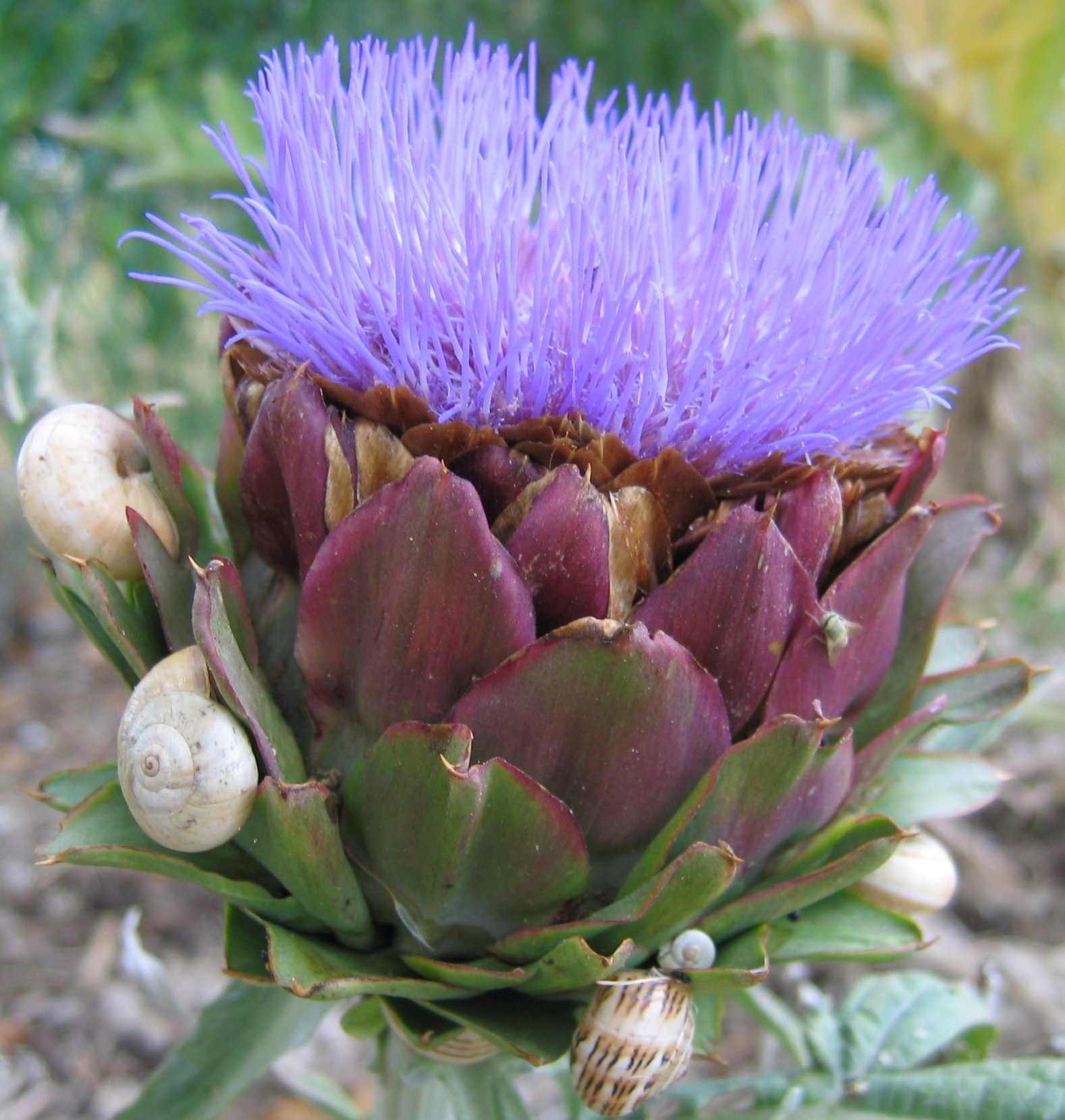
開花中的菜薊

菜蓟，又稱食托菜蓟或雅枝竹，指的是一種在亞歐大陸春季出現的蔬菜，為地中海沿岸生長的菊科菜薊屬植物。一般食用的菜薊是其尚未成熟的花苞。
該蔬菜在目前世界各地均有栽培，產量最多的集中在地中海地區沿岸、 美國加州、阿根廷、秘魯、中國陕西省與土耳其。

## 食用
它的叶与根茎可制作药剂；花蕾可用於烹飪，可食用的部位為薊心(葉片的基底以及梗上方碟形的一塊)，市場上也買的到冷凍或罐頭薊心。幼嫩的薊心可以蒸煮、香煎或裹麵包粉油炸；成熟的朝鮮薊可將葉片剝取下來並沾上醬汁，吸食底部軟嫩部位，薊心可沾奶油或醬汁食用，或製作成沙拉、餡料。含有洋薊酸，會使搭配的葡萄酒出現金屬味及食物吃起來是甜的，所以若要飲用特殊酒款時最好不要搭配朝鮮薊，以免嘗不出酒的原味。
適合與味道強烈的食材做搭配，如：檸檬、柳橙、醋、黑橄欖、酸豆、火腿加菜豆、蒜、紅蔥頭、巴西里、鼠尾草、龍蒿、茴香、羅勒、奧瑞岡。
挑選朝鮮薊時要選擇葉片密合，拿在手裡有沉沉的感覺，買回家後裝入塑膠袋中冷藏保存，烹煮前要清洗(握住梗的尾端，快速插入水中，反覆數次)，使用壓力鍋煮時，用1杯水、15磅壓力(大的煮10分鐘，小的煮8分鐘)，使用微波爐煮時，放入盤中加兩大匙水，強力微波至叉子能戳到底的程度(約5~8分鐘)，留在微波爐內靜置5分鐘。

## 名稱
- 歐美：別稱較多，有食托菜蓟、洋薊、球薊、菊薊、法國百合、荷花百合等。原本起源於地中海沿岸，主要是意大利人負責栽培和食用，到15世紀時，傳至荷蘭、英國、土耳其等國，由於其營養價值高而且味道鮮美，迅速成為歐洲人的主要食用蔬菜之一，19世紀傳至北美，尤其在美國獲得大面積耕種。
- 香港：根據英語譯作“雅枝竹”或“亞枝竹”，因為香港在19世紀時成為英國的殖民地，並且承擔了轉運歐美和亞洲貨物的功能，因此領先其他人漢字地區而認識這種蔬菜。
- 日本：稱為“朝鮮薊”，雖然名字中有朝鮮一詞，但其實和朝鮮半島沒有任何關係。日本是於19世紀的江戶時代才開始接觸到菜薊的，因为當時的菜薊由從居住在朝鮮的荷蘭商人引進到日本的，故被日本人誤認為是朝鲜半島產的植物，故才把菜薊叫成朝鮮薊。在日本，朝鮮薊經常作為觀賞植物，而非食用蔬菜。
- 台灣：也稱“朝鮮薊”，最初是在台灣日治時代接觸到它的，所以就跟隨了日本的叫法。不過日治時代的台灣並未對朝鮮薊進行普遍種植。正式引入這個蔬菜是台灣農試單位在1985～1986年年完成的，農試單位直接從荷蘭及美國引進，也曾因為不符合台灣的飲食習慣而於市場中消失。後因台灣健康觀念提升，農民重新重視起這個蔬菜，自2004年起開始多地培育。目前，台灣的朝鮮薊以一年栽種為主，南投埔里、仁愛鄉兩處有企業農場栽種，也可以進行個人的田園栽種。
- 中華人民共和國：菜蓟，又名洋蓟食托菜蓟、朝鲜蓟、法国百合、荷花百合等。19世纪由法国传入中国，20世纪80年代后，中国上海、浙江、山东、云南、湖南、北京、湖北、青海、陕西等省市相继引种栽培。

## 外部連結
- （简体中文）中国数字植物标本馆中的相关内容：菜薊
- 洋薊的歷史 （页面存档备份，存于） (英語)